# Thaumaleus rigidus
Thaumaleus rigidus är en kräftdjursart som först beskrevs av I. C. Thompson 1888.  Thaumaleus rigidus ingår i släktet Thaumaleus och familjen Monstrillidae. Inga underarter finns listade i Catalogue of Life.